# カイル・ライアン
カイル・ライアン（Kyle Ryan, 1991年9月25日 - ）は、アメリカ合衆国フロリダ州ポーク郡オーバーンデール出身のプロ野球選手（投手）。左投左打。MLBのセントルイス・カージナルス傘下所属。

## 経歴

### プロ入りとタイガース時代
2010年のMLBドラフト12巡目（全体373位）でデトロイト・タイガースから指名され、プロ入り。契約後、傘下のルーキー級ガルフ・コーストリーグ・タイガースでプロデビュー。12試合に先発登板して2勝4敗、防御率4.17、46奪三振を記録した。
2011年はA級ウェストミシガン・ホワイトキャップスでプレーし、24試合に先発登板して6勝10敗、防御率3.15、99奪三振を記録した。
2012年もA級ウェストミシガンでプレーし、28試合に先発登板して7勝8敗、防御率3.74、105奪三振を記録した。
2013年はA+級レイクランド・フライングタイガースでプレーし、24試合に先発登板して12勝7敗、防御率3.17、90奪三振を記録した。
2014年、マイナーではAA級エリー・シーウルブズとAAA級トレド・マッドヘンズでプレーし、2球団合計で26試合に先発登板して10勝10敗、防御率3.95、98奪三振を記録した。8月30日にダブルヘッダー限定ルールにより即昇降格が可能な26人目のアクティブ・ロースターの補充選手として、メジャー初昇格。同日のシカゴ・ホワイトソックスとのダブルヘッダー2試合目でメジャーデビューし、初登板初勝利を挙げた。以降5試合は全てリリーフとしての登板で、この年メジャーでは6試合（先発1試合）に登板して2勝0敗、防御率2.61、4奪三振を記録した。
2015年は16試合（先発6試合）に登板して2勝4敗、防御率4.47、30奪三振を記録した。
2016年は左のリリーフとしてメジャーに定着し、56試合に登板して4勝2敗、防御率3.07、35奪三振を記録した。
2017年、メジャーでは4月に8試合登板したのみで、4月27日以降はAAA級トレドで過ごした。オフの11月3日にマイナー契約となった後、7日にFAとなった。

### カブス時代
2018年1月9日にシカゴ・カブスと契約したが、メジャー昇格はなかった。オフの11月2日にFAとなったが、11月28日にカブスとメジャー契約で再契約した。
2019年4月5日、苦戦するカブスのブルペンを再編するためにメジャー昇格した。この年はメジャーに再定着し、73試合に登板して4勝2敗、防御率3.54、58奪三振を記録した。
2020年は18試合に登板して1勝0敗1セーブ、防御率5.17、11奪三振を記録した。
2021年5月7日にDFAとなり、11日にマイナー契約で傘下のAAA級アイオワ・カブスへ配属された。6月20日にメジャー契約を結んでアクティブ・ロースター入りした。その後は昇格・降格を繰り返し、8月12日に再びDFAとなった。マイナー降格を拒否し17日にFAとなった。

### カージナルス傘下時代
2022年3月18日にセントルイス・カージナルスとマイナー契約を結んだ。

## 詳細情報

### 年度別投手成績
| 年 度    | 球 団    | 登 板 | 先 発 | 完 投 | 完 封 | 無 四 球 | 勝 利 | 敗 戦 | セ 丨 ブ | ホ 丨 ル ド | 勝 率 | 打 者 | 投 球 回 | 被 安 打 | 被 本 塁 打 | 与 四 球 | 敬 遠 | 与 死 球 | 奪 三 振 | 暴 投 | ボ 丨 ク | 失 点 | 自 責 点 | 防 御 率 | W H I P |
| -------- | -------- | ----- | ----- | ----- | ----- | -------- | ----- | ----- | -------- | ----------- | ----- | ----- | -------- | -------- | ----------- | -------- | ----- | -------- | -------- | ----- | -------- | ----- | -------- | -------- | ------- |
| 2014     | DET      | 6     | 1     | 0     | 0     | 0        | 2     | 0     | 0        | 0           | 1.000 | 41    | 10.1     | 10       | 0           | 2        | 0     | 0        | 4        | 0     | 1        | 3     | 3        | 2.61     | 1.16    |
| 2015     | DET      | 16    | 6     | 0     | 0     | 0        | 2     | 4     | 0        | 0           | .333  | 237   | 56.1     | 60       | 9           | 20       | 0     | 1        | 30       | 1     | 0        | 29    | 28       | 4.47     | 1.42    |
| 2016     | DET      | 56    | 0     | 0     | 0     | 0        | 4     | 2     | 0        | 4           | .667  | 190   | 55.2     | 48       | 2           | 15       | 5     | 3        | 35       | 1     | 0        | 21    | 19       | 3.07     | 1.13    |
| 2017     | DET      | 8     | 0     | 0     | 0     | 0        | 0     | 0     | 0        | 4           | ----  | 29    | 5.2      | 9        | 0           | 7        | 1     | 0        | 1        | 0     | 0        | 5     | 5        | 7.94     | 2.82    |
| 2019     | CHC      | 73    | 0     | 0     | 0     | 0        | 4     | 2     | 0        | 14          | .667  | 260   | 61.0     | 55       | 5           | 29       | 2     | 1        | 58       | 1     | 0        | 26    | 24       | 3.54     | 1.38    |
| 2020     | CHC      | 18    | 0     | 0     | 0     | 0        | 1     | 0     | 1        | 4           | 1.000 | 66    | 15.2     | 16       | 5           | 6        | 0     | 0        | 11       | 0     | 0        | 9     | 9        | 5.17     | 1.40    |
| 2021     | CHC      | 13    | 0     | 0     | 0     | 0        | 0     | 0     | 1        | 0           | ----  | 62    | 13.1     | 17       | 3           | 6        | 1     | 0        | 8        | 1     | 0        | 10    | 10       | 6.75     | 1.73    |
| MLB：7年 | MLB：7年 | 190   | 7     | 0     | 0     | 0        | 13    | 8     | 2        | 26          | .619  | 921   | 218.0    | 215      | 24          | 85       | 9     | 5        | 147      | 4     | 1        | 103   | 98       | 4.05     | 1.38    |

- 2021年度シーズン終了時

### 年度別守備成績
| 年 度 | 球 団 | 投手（P） | 投手（P） | 投手（P） | 投手（P） | 投手（P） | 投手（P） |
| 年 度 | 球 団 | 試 合     | 刺 殺     | 補 殺     | 失 策     | 併 殺     | 守 備 率  |
| ----- | ----- | --------- | --------- | --------- | --------- | --------- | --------- |
| 2014  | DET   | 6         | 2         | 1         | 0         | 0         | 1.000     |
| 2015  | DET   | 16        | 0         | 8         | 0         | 1         | 1.000     |
| 2016  | DET   | 56        | 3         | 4         | 1         | 0         | .875      |
| 2017  | DET   | 8         | 0         | 0         | 0         | 0         | ----      |
| 2019  | CHC   | 73        | 5         | 11        | 1         | 1         | .941      |
| 2020  | CHC   | 18        | 3         | 5         | 0         | 0         | 1.000     |
| 2021  | CHC   | 13        | 0         | 4         | 0         | 0         | 1.000     |
| MLB   | MLB   | 190       | 13        | 33        | 2         | 2         | .958      |

- 2021年度シーズン終了時

### 背番号
- 56（2014年 - 2017年、2019年 - 2021年）